# Leśny Kompleks Promocyjny Lasy Janowskie
Leśny Kompleks Promocyjny Lasy Janowskie – kompleks powołany na terenie Nadleśnictwa Janów Lubelski przez Dyrektora Generalnego Lasów Państwowych w 1994 r. Zajmuje powierzchnię 31 622 ha. Obecnie Lasy Janowskie są jednym z 19 Leśnych Kompleksów Promocyjnych w Polsce. 
Na jego terenie wyodrębniono ponad 200 zespołów roślinnych, w tym 33 leśne. Występuje około 800 gatunków roślin naczyniowych, wiele gatunków grzybów, mchów, porostów, w tym rzadkie i prawnie chronione. Wśród lasów przeważają bory sosnowe, z charakterystycznym dla tego terenu ekotypem sosny solskiej.
Na terenie kompleksu odnaleźć można liczne, wyspowo rozmieszczone, fragmenty borów jodłowych i lasów mieszanych. Poza tym występują bagna, torfowiska i doliny puszczańskich rzek. Największe rzeki to Bukowa, Biała i Łukawica. Obecny jest także duże kompleksy stawów, które łącznie zajmują około 2000 ha. Potwierdzono występowanie około 150 gatunków ptaków, wśród nich drapieżnych (m.in. bielika, krótkoszpona, orlika krzykliwego oraz bardzo rzadko głuszca).
Najbardziej okazałe drzewa na terenie kompleksu – głównie dęby i lipy – objęto ochroną jako pomniki przyrody. Na terenie Nadleśnictwa Janów jest ich około 60. Nieco mniej znaną formą ochrony są tzw. użytki ekologiczne, których dotychczas utworzono 12.